# فرودگاه بهاونگر
فرودگاه بهاونگر (گجراتی: ભાવનગર વિમાનમથક، هندی: भावनगर विमानक्षेत्र، انگلیسی: Bhavnagar Airport) یک فرودگاه است که یک باند فرود از جنس آسفالت دارد و طول باند آن ۶۳۰۰ متر است. این فرودگاه در شهر بهاونگر، گجرات، هند قرار دارد.